# Olympische Sommerspiele 1964/Kanu – Zweier-Kajak 1000 m (Männer)
Die Wettkämpfe im Zweier-Kajak über 1000 Meter bei den Olympischen Sommerspielen 1964 wurden vom 20. bis 22. Oktober auf dem Sagami-ko in der Nähe von Tokio ausgetragen.
Es wurden zwei Vorläufe und Hoffnungsläufe ausgetragen. Danach folgten drei Halbfinalläufe und das Finale, das die Schweden gewannen.

## Ergebnisse

### Vorläufe
Die jeweils ersten drei Boote qualifizierten sich für die Halbfinals, die restlichen Boote für den Hoffnungslauf.

#### Lauf 1
| Rang | Athleten                             | Nation      | Zeit        |
| ---- | ------------------------------------ | ----------- | ----------- |
| 1    | Heinz Büker Holger Zander            | Deutschland | 3:44,25 min |
| 2    | György Mészáros Imre Szöllősi        | Ungarn      | 3:46,14 min |
| 3    | Cesare Beltrami Cesare Zilioli       | Italien     | 3:46,43 min |
| 4    | Władysław Zieliński Stefan Kapłaniak | Polen       | 3:47,71 min |
| 5    | Rene Roels Henri Verbrugghe          | Belgien     | 3:50,07 min |
| 6    | Gordon Jeffery Adrian Powell         | Australien  | 3:50,42 min |
| —    | Kurt Heubusch Günther Pfaff          | Österreich  | DNS         |
| —    | Aleksandar Kerčov Staniša Radmanović | Jugoslawien | DNS         |

#### Lauf 2
| Rang | Athleten                             | Nation             | Zeit        |
| ---- | ------------------------------------ | ------------------ | ----------- |
| 1    | Haralambie Ivanov Vasilie Nicoară    | Rumänien           | 3:40,57 min |
| 2    | Antonius Geurts Paul Hoekstra        | Niederlande        | 3:40,67 min |
| 3    | Sven-Olov Sjödelius Gunnar Utterberg | Schweden           | 3:42,65 min |
| 4    | Erik Kalugin Ibrohim Hassanow        | Sowjetunion        | 3:44,66 min |
| 5    | Preben Jensen Hans-Wiggo Knudsen     | Dänemark           | 3:47,01 min |
| 6    | Gabor Joo Michael Brown              | Kanada             | 3:51,57 min |
| 7    | Tony Ralphs Gert Grigoleit           | Vereinigte Staaten | 3:54,01 min |
| 8    | Hideo Kobayashi Katsufusa Kashimura  | Japan              | 4:00,94 min |

### Hoffnungsläufe
Die ersten drei Boote der Hoffnungsläufe erreichten das Halbfinale.

#### Lauf 1
| Rang | Athleten                             | Nation             | Zeit        |
| ---- | ------------------------------------ | ------------------ | ----------- |
| 1    | Gordon Jeffery Adrian Powell         | Australien         | 3:51,19 min |
| 2    | Preben Jensen Hans-Wiggo Knudsen     | Dänemark           | 3:51,43 min |
| 3    | Władysław Zieliński Stefan Kapłaniak | Polen              | 3:52,49 min |
| 4    | Tony Ralphs Gert Grigoleit           | Vereinigte Staaten | 3:54,31 min |

#### Lauf 2
| Rang | Athleten                            | Nation      | Zeit        |
| ---- | ----------------------------------- | ----------- | ----------- |
| 1    | Erik Kalugin Ibrohim Hassanow       | Sowjetunion | 3:50,20 min |
| 2    | Gabor Joo Michael Brown             | Kanada      | 3:53,97 min |
| 3    | Rene Roels Henri Verbrugghe         | Belgien     | 3:57,27 min |
| 4    | Hideo Kobayashi Katsufusa Kashimura | Japan       | 4:03,67 min |

### Halbfinalläufe
Die ersten drei Boote der Halbfinals erreichten das Finale.

#### Lauf 1
| Rang | Athleten                             | Nation      | Zeit        |
| ---- | ------------------------------------ | ----------- | ----------- |
| 1    | Sven-Olov Sjödelius Gunnar Utterberg | Schweden    | 3:45,90 min |
| 2    | Erik Kalugin Ibrohim Hassanow        | Sowjetunion | 3:46,43 min |
| 3    | Heinz Büker Holger Zander            | Deutschland | 3:47,46 min |
| 4    | Władysław Zieliński Stefan Kapłaniak | Polen       | 3:49,24 min |

#### Lauf 2
| Rang | Athleten                          | Nation   | Zeit        |
| ---- | --------------------------------- | -------- | ----------- |
| 1    | Haralambie Ivanov Vasilie Nicoară | Rumänien | 3:49,02 min |
| 2    | Preben Jensen Hans-Wiggo Knudsen  | Dänemark | 3:51,20 min |
| 3    | Cesare Beltrami Cesare Zilioli    | Italien  | 3:52,27 min |
| 4    | Gabor Joo Michael Brown           | Kanada   | 3:52,90 min |

#### Lauf 3
| Rang | Athleten                      | Nation      | Zeit        |
| ---- | ----------------------------- | ----------- | ----------- |
| 1    | Antonius Geurts Paul Hoekstra | Niederlande | 3:49,41 min |
| 2    | Gordon Jeffery Adrian Powell  | Australien  | 3:50,98 min |
| 3    | György Mészáros Imre Szöllősi | Ungarn      | 3:52,15 min |
| 4    | Rene Roels Henri Verbrugghe   | Belgien     | 3:53,66 min |

### Finale
| Rang | Athleten                             | Nation      | Zeit        |
| ---- | ------------------------------------ | ----------- | ----------- |
| 1    | Sven-Olov Sjödelius Gunnar Utterberg | Schweden    | 3:38,54 min |
| 2    | Antonius Geurts Paul Hoekstra        | Niederlande | 3:39,30 min |
| 3    | Heinz Büker Holger Zander            | Deutschland | 3:40,69 min |
| 4    | Haralambie Ivanov Vasilie Nicoară    | Rumänien    | 3:41,12 min |
| 5    | György Mészáros Imre Szöllősi        | Ungarn      | 3:41,39 min |
| 6    | Cesare Beltrami Cesare Zilioli       | Italien     | 3:43,55 min |
| 7    | Erik Kalugin Ibrohim Hassanow        | Sowjetunion | 3:44,19 min |
| 8    | Gordon Jeffery Adrian Powell         | Australien  | 3:44,52 min |
| 9    | Preben Jensen Hans-Wiggo Knudsen     | Dänemark    | 3:47,31 min |

## Weblink
- Ergebnisse